# Propulsión magnetohidrodinámica

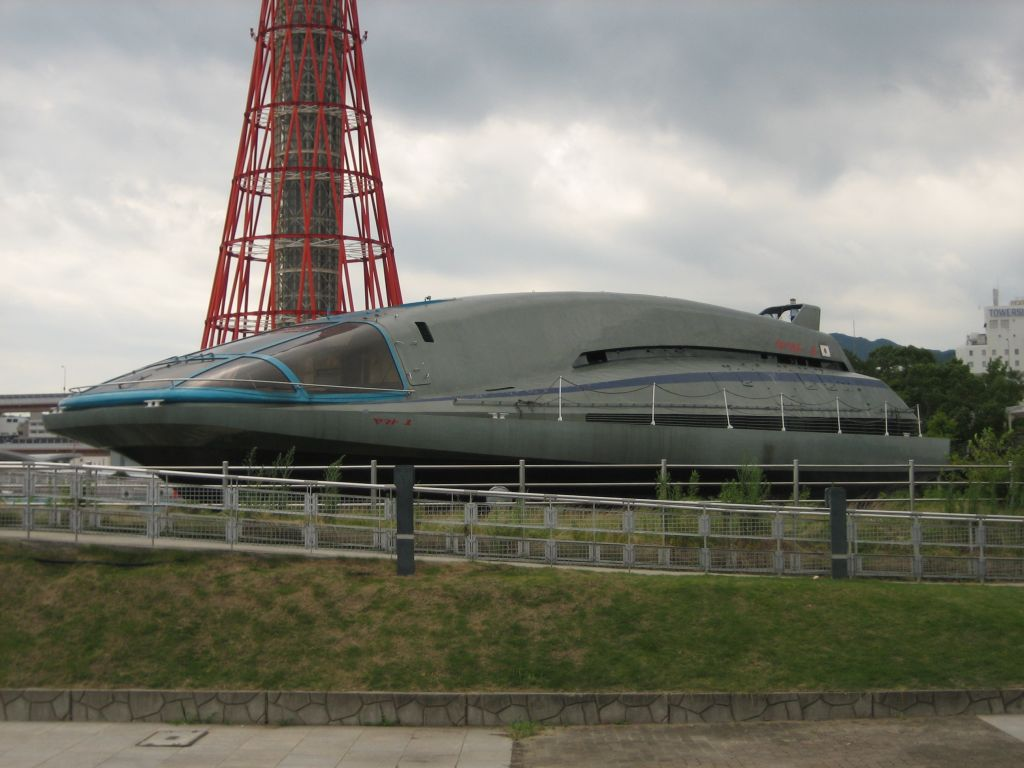
El Yamato 1 on display in Kobe, Japón. El primer prototipo que funcionó.

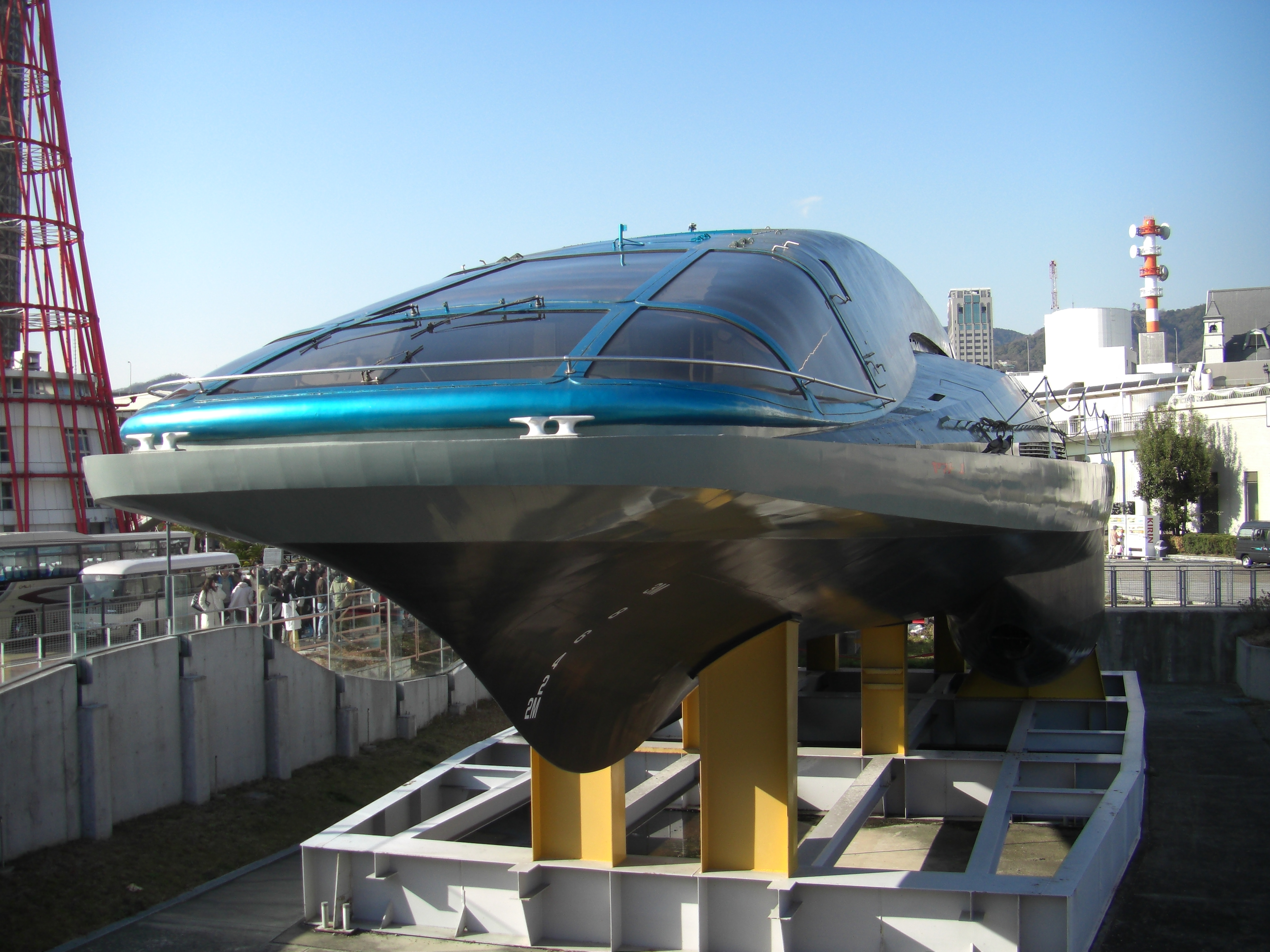
La proa del Yamato 1

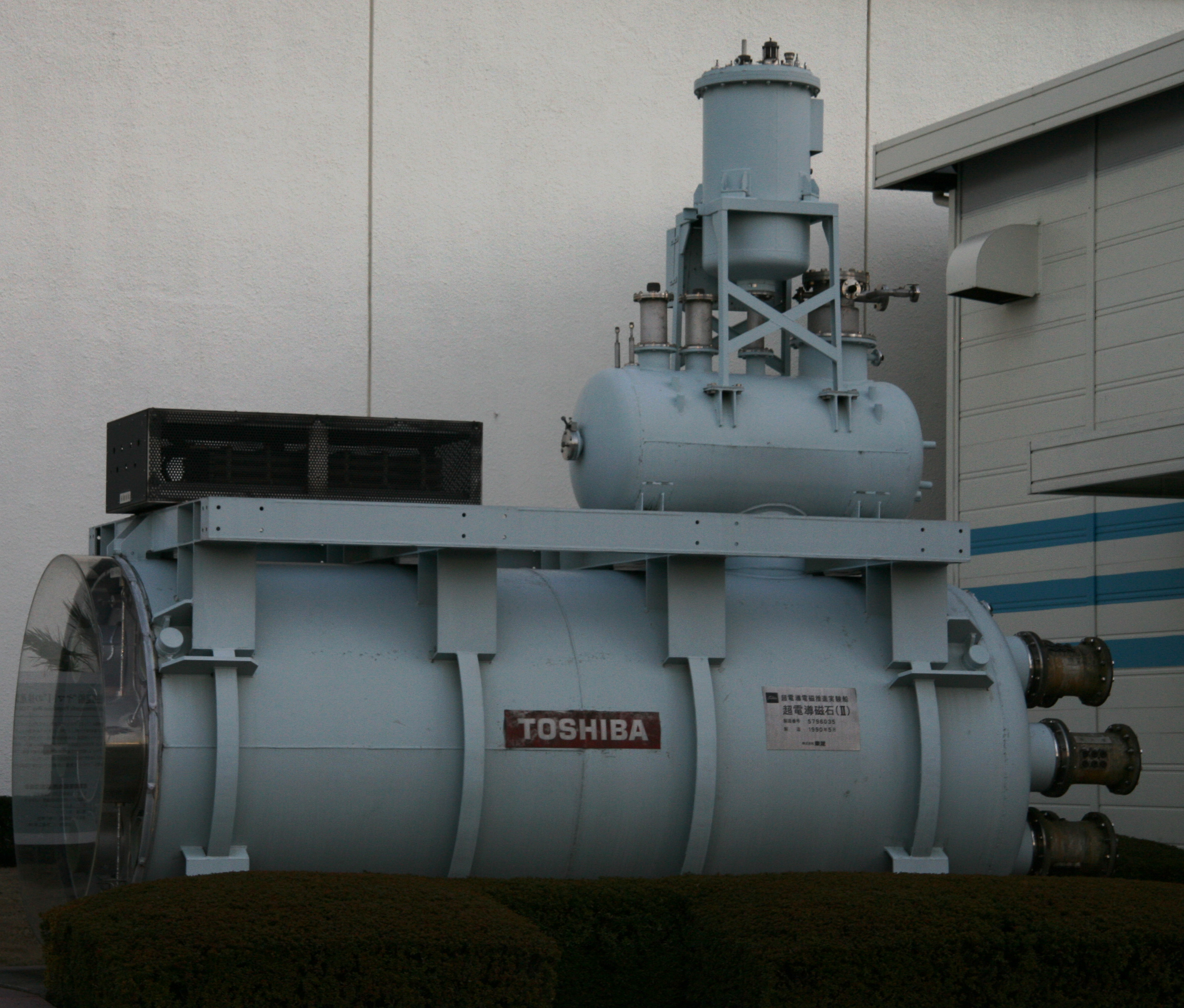
A MHD thruster from the boat, en el Museo de Ciencia Naval en Tokio.

La propulsión magnetohidrodinámica es un método para propulsar buques de navegación marítima con sólo campos eléctricos y magnéticos, sin partes móviles, empleando la magnetohidrodinámica. El principio de funcionamiento consiste dotar de carga eléctrica al fluido propelente (gas o agua salada) y acelerarlo mediante un campo magnético, empujando el vehículo en la dirección opuesta. Aunque hay algunos prototipos de trabajo existentes, las unidades de MHD son poco prácticas y existe sobre todo en la ciencia ficción.

## Principios

### Propulsión de buques
Una corriente eléctrica pasa a través del agua de mar en la presencia de un intenso campo magnético, el cual interactúa con el campo magnético generado por corriente a través del agua. El agua de mar es entonces la parte móvil, el rotor de un motor eléctrico. Al empujar el agua hacia la parte trasera el vehículo se acelera en la dirección de avance.
La ecuación física que describe esta fuerza impulsora es Fmag = I (L × B), donde L es el vector en la dirección de la corriente 'I' y su longitud es la distancia que la corriente se desplaza, B es el vector que define el campo magnético, y x indica el producto vectorial de ambos.
MHD es atractivo porque no tiene partes móviles, lo que significa que un buen diseño puede ser silencioso, fiable, eficiente y de bajo coste.
El principal problema de la MHD es que con las tecnologías actuales es más caro y mucho más lento que una hélice accionada por un motor. Además el gasto adicional de un generador de gran capacidad que debe ser impulsada por un motor. Este generador no es necesario si el motor acciona directamente la hélice.

### Propulsión espacial
Una serie de métodos experimentales de propulsión de naves espaciales se basa en los principios de la magnetohidrodinámica. En estos el fluido de trabajo es generalmente un plasma o una tenue nube de iones. Algunas de las técnicas incluyen varios tipos de motor iónico, el propulsor magnetoplasmadinámico, y un cohete de impulso específicos variable de Magnetoplasma.

## Prototipos
El primer prototipo de este tipo de propulsión fue construido y probado en 1965 por Steward Way, profesor de ingeniería mecánica en la Universidad de California en Santa Bárbara . Way, de permiso de su trabajo en Westinghouse Electric , animó a sus estudiantes a desarrollar un submarino con este nuevo sistema de propulsión. En 1991, otro prototipo, el Yamato 1 , se completó en Japón por la Ship & Ocean Foundation (más tarde conocido como Ocean Policy Research Foundation ). El barco se impulsó con éxito por primera vez en el puerto de Kobe en junio de 1992. El Yamato I es propulsado por dos propulsores MHD sin partes móviles.

## Ficción
En el universo Star Trek, a velocidades inferiores a la de la luz los motores impulsores son MHD de acuerdo con el Star Trek: The Next Generation Manual Técnico , el fluido de trabajo, propulsor, es plasma generado por reactores de fusión nuclear.
El "Oregon", un barco de la serie de libros the Oregon Files del autor Clive Cussler, dispone de una unidad magnetohidrodinámica. En la novela Valhalla Rising , Clive Cussler coloca la misma unidad en la propulsión del Nautilus de Capitán Nemo.
La adaptación cinematográfica de La caza del Octubre Rojo popularizó la propulsión magnetohidrodinámica como "la oruga" para submarinos , un imperceptible "unidad en silencio", destinado a lograr el sigilo en la guerra submarina . En realidad, la corriente que atraviesa el agua crearía gases y ruido, y los campos magnéticos inducidos crearían una firma magnética detectable.